# Porsgrunn
Porsgrunnⓘ ist eine bedeutende Hafen- und Industriestadt im Süden der norwegischen Provinz (Fylke) Telemark. Die 160 Kilometer südwestlich von Oslo an der norwegischen Südküste gelegene selbstständige Kommune erreicht im 360 Meter hohen Fjerdingen ihre höchste Erhebung. Die Ortsteile Eidanger und Brevik wurden 1964 eingemeindet.
Porsgrunn erhielt sein Wappen am 13. Dezember 1904 vom schwedisch-norwegischen König Oskar II. Ein Pflanzenzweig symbolisiert den Gagelstrauch, norwegisch „Pors“, der dem Ort den Namen gab. Der Anker steht für die Schifffahrt; der silberne Schrägbalken stellt den Fluss Porsgrunnselva dar.

## Geschichte
Der Opferhain von Bamble (norwegisch Bamble Offerlund) liegt in der Nähe der Ruine der alten Bamble-Kirche östlich der Europastraße 18 bei Porsgrunn.
Porsgrunn wurde bereits im 16. Jahrhundert erwähnt, wuchs aber als Holzumschlagsplatz erst ab 1600. 1807 erhielt der Ort Marktrechte, 1842 wurde er Stadt. Im 19. Jahrhundert brachte die Industrialisierung den Schiffbau nach Porsgrunn; allein zwischen 1866 und 1880 verließen 103 Schiffe die lokalen Werften. Traditionell hatten auch größere Sägewerke einen entscheidenden Anteil an der wirtschaftlichen Entwicklung der Stadt.
Eine ökonomische Stagnation um etwa 1880 führte zu neuen unternehmerischen Initiativen. Mit Kapital aus Reederkreisen wurde 1885 die Porzellanmanufaktur Porsgrund Porselænsfabrik gegründet. Seit 1887 stellt die Fabrik, bis heute die einzige ihrer Art in Norwegen und landesweit bekannt, Waren für den Hausgebrauch her. Gemeinsam mit ihrem Museum gilt sie inzwischen als wichtigste Touristenattraktion der Stadt. Sie entstand nach deutschem Vorbild und zog in den ersten Jahren Facharbeiter aus Deutschland und Böhmen an. Schon vor 1900 war sie ein bedeutender Arbeitgeber, der nicht zuletzt auch viele Frauen beschäftigte – damals ein Novum. 

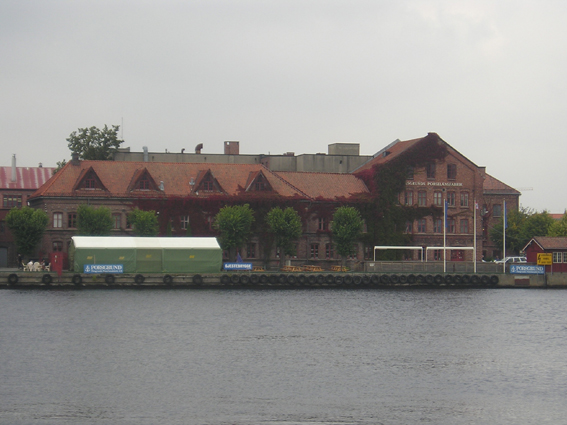
Porzellanfabrik in Porsgrunn

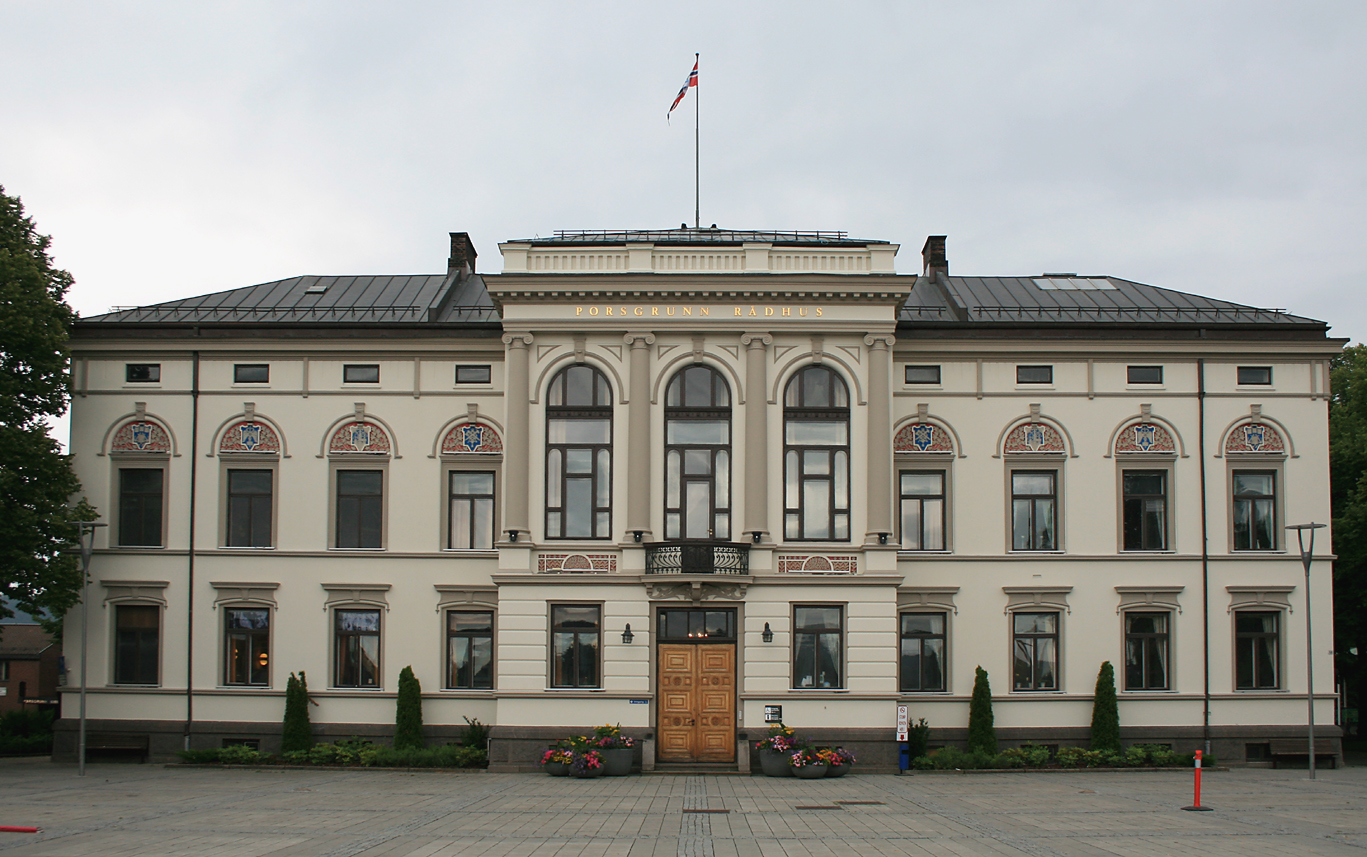
Porsgrunner Rathaus

Prägend für die Stadt wurde ab 1929 vor allem die Schwerindustrie. Auf der Halbinsel Herøya, einige Kilometer südwestlich des Zentrums gelegen, ließ der Konzern Norsk Hydro bereits 1929 eine Kunstdüngerfabrik erbauen. Sie wird seit 2004 von der ehemaligen Hydro-Tochter Yara betrieben und gilt nach verschiedenen Umbauten als eine der größten Anlagen dieser Art weltweit. Zu Beginn der 1950er Jahre errichtete Norsk Hydro ebenfalls auf Herøya eine Magnesiumfabrik, die 2002 zu einem modernen Schmelzwerk für Altmetallrecycling umgerüstet wurde. Unweit des Werkes produziert Norsk Hydro seit 1951 verschiedene Qualitäten von PVC. Weitere Fabrikanlagen auf Herøya machen die Insel bis heute zum größten Industriekomplex in Norwegen.
Am 11. April 2011 wurde die 1760 erbaute Østre Kirche von einem damals 17-Jährigen Norweger zusammen mit seinem ein Jahr älteren Komplizen in Brand gesetzt und vollständig zerstört. Neben dieser wurden zur gleichen Zeit drei weitere Kirchen in der Gegend beschädigt. Im Dezember 2017 begannen die Bauarbeiten an einem Neubau der Østre Kirche. Dieser wurde vom Architekten Espen Surnevik entworfen und ist am 15. September 2019 eingeweiht worden.

## Verkehr

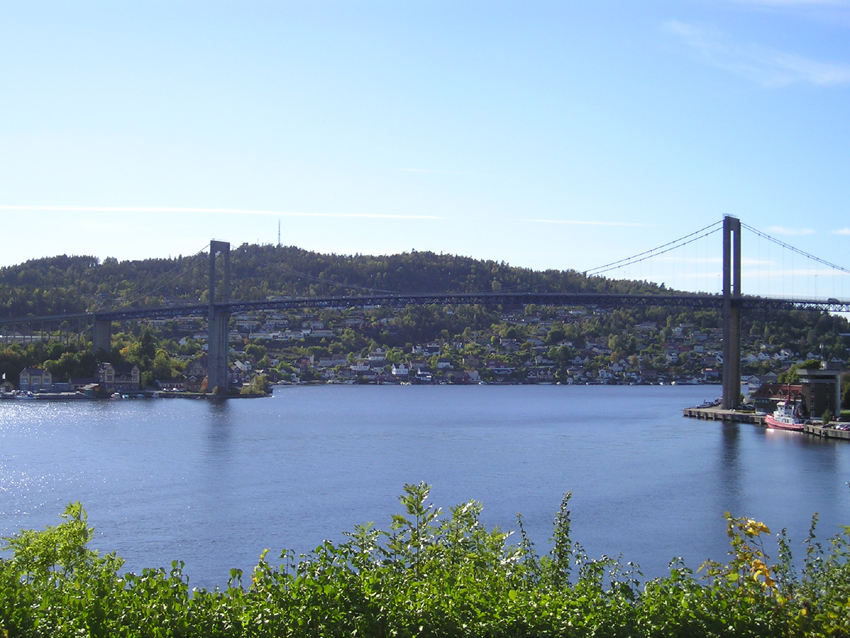
Die Breviksbrua in Porsgrunn

Porsgrunn hat einen Bahnhof an der Vestfoldbane.

## Bildungseinrichtungen
Seit dem späten 19. Jahrhundert ist Porsgrunn auch ein wichtiger Standort für Bildungseinrichtungen. 1884 wurde die Skiensfjordens Tekniske Fagskole, eine bis 1972 erfolgreich arbeitende technische Fachschule, gegründet. Die 1994 ins Leben gerufene und 2018 in der Universität Südost-Norwegen aufgegangene Høgskolen i Telemark (deutsch Hochschule Telemark) unterhält einen ihrer vier Standorte in Porsgrunn; sie ermöglicht unter anderem eine Ingenieurausbildung inklusive Promotion. Auch eine Handelshochschule und eine Krankenpflegeausbildung sind angegliedert.

## Partnerstädte
- Pori (Finnland)
- Sigtuna (Schweden)
- Sønderborg (Dänemark)
- Sundsvall (Schweden)

## Söhne und Töchter der Stadt
- Cort Adeler (1622–1675), niederländisch-norwegischer Admiral
- Jacob Aall (1773–1844), Theologe, Historiker und Politiker
- Severin Løvenskiold (1777–1856), Fabrikbesitzer und Politiker
- Jørgen Wright Cappelen (1805–1878), Buchhändler und Verleger
- Eigil Kragh Christiansen (1894–1943), Segler
- Jørgen Juve (1906–1983), Fußballspieler
- Jahn Otto Johansen (1934–2018), Journalist und Schriftsteller
- Mads Gilbert (* 1947), Arzt und politischer Aktivist
- Hans Andreas Limi (* 1960), Politiker
- Kjersti Wold (* 1962), Schriftstellerin
- Bugge Wesseltoft (* 1964), Jazzmusiker
- Stein Erik Lauvås (* 1965), Politiker
- Cathrine Roll-Matthiesen (* 1967), Handballspielerin
- Anita Valen de Vries (* 1968), Radrennfahrerin
- Monica Valvik-Valen (* 1970), Radrennfahrerin
- Thorstein Aaby (1971–2007), Gitarrist
- Bård Hoksrud (* 1973), Politiker
- Tommy Svindal Larsen (* 1973), Fußballspieler
- Fredrik Brattberg (* 1978), Komponist und Dramatiker
- Ella Gjømle (* 1979), Skilangläuferin
- Kjetil Lie (* 1980), Schachgroßmeister
- Kari Henneseid Eie (* 1982), Biathletin
- Anja Hammerseng-Edin (* 1983), Handballspielerin
- Rune Almenning Jarstein (* 1984), Fußballspieler
- Aleksander Walmann (* 1986), Sänger
- Didrik Solli-Tangen (* 1987), Pop-Sänger
- Herolind Shala (* 1992), Fußballspieler
- Sondre Rossbach (* 1996), Fußballspieler